# Лопе II де Аро
Лопе II де Аро (ісп. Lope Díaz II de Haro; бл. 1170 — 15 листопада 1236) — кастильський магнат, біскайський сеньйор (1214–1236). Учасник Реконкісти, хрестоносець, член Ордену святого Якова. Представник дому Аро. Старший син біскайського сеньйора Дієго II де Аро та Марії Манріке. Брав участь разом із батьком у битві при Навас-де-Толосі (1212). Васал кастильських королів Альфонсо VIII, Енріке I, Фернандо III. Підтримував останнього під час конфлікту з леонським королем Альфонсо IX, за успіхи отримав титул королівського хорунжого. Нагороджений поселеннями Аро і Педросо. Супроводжував Фернандо ІІІ у війні проти маврів Андалузії, відзначився під час звільнення Баеси (1227). Був одружений із Урракою, донькою Альфонсо IX і звідною сестрою Фернандо III. Конфліктував із калаоррським єпископом (1232—1235). Без дозволу короля видав свою доньку Менсію за магната Альваро де Кастро, що породило конфлікт із короною (1234). Помер у Кастилії. Похований Нахерському монастирі святої Марії. Також — Ло́пе ІІ Аро́ський. Прізвисько — Хоро́бра Голова́ (ісп. Cabeza Brava).